# Bugcrush
Bugcrush è un cortometraggio del 2006 diretto da Carter Smith.
Il cortometraggio è anche contenuto nelle due antologie di cortometraggi Boys Life 6 (2007) e Boys on Film 3: American Boy (2009).

## Trama
Un ragazzo solitario rimane affascinato dal nuovo enigmatico e pericolosamente seducente ragazzino giunto in città.

## Riconoscimenti
- 2006 - Sundance Film Festival
  - Short Filmmaking Award a Carter Smith[1]
- 2007 - IndieLisboa International Independent Film Festival
  - Onda Curta Award a Carter Smith
- 2007 - Outflix Film Festival
  - Miglior cortometraggio a Carter Smith